# When You Believe (Leon Jackson)
When You Believe è un singolo di Leon Jackson del 2007, cover dell'omonimo brano di Whitney Houston e Mariah Carey.

## Pubblicazione
La canzone è stata reinterpretata nel 2007 dal vincitore della quarta edizione britannica del talent show X Factor, Leon Jackson, e pubblicata come singolo di debutto del cantante il 16 dicembre 2007 per l'etichetta discografica Syco.
La canzone ha raggiunto la vetta delle classifiche britanniche e irlandesi ed è stata in seguito inclusa nell'album di debutto del cantante, Right Now, pubblicato l'anno successivo.

### Tracce
1. When You Believe (album version) - 4:16
2. Home (Live Version) - 2:36
3. Fly Me to the Moon (Live Version) - 2:25

### Classifiche
| Classifica (2007) | Posizione raggiunta |
| ----------------- | ------------------- |
| Regno Unito       | 1                   |
| Irlanda           | 1                   |